# Louis Jordan
Louis Thomas Jordan (The King of the Jukebox) (Brinkley, Arkansas, 1908. július 8. – Los Angeles, Kalifornia, 1975. február 4.) amerikai szaxofonos, dalszerző, zenekarvezető.

## Pályakép
Jelentős szaxofonos és énekes volt az 1940–50-es években, rhythm and blues és rock and roll zenészként. Zenéjének pattogó ritmikai jellege és az értelmes szövegei, valamint a vonzó színpadi jelenléte lehetővé tette számára, hogy a fehér közönség is megszeresse.
Jordan apja is profi zenész volt, rajta keresztül ismerte meg az amerikai dél zenei hagyományait. Már tinédzserként énekes, táncos-komikus és fafúvós fellépésekkel turnézott.
Annak ellenére, hogy nagyrészt megtartotta afroamerikai gyökereit, népszerű lett a feketék és a fehérek között is, számos hollywoodi filmben játszott, azonos gázsit kapott Louis Armstronggal és Bing Crosbyval.
Előadásmódja komoly hatást gyakorolt az előadók széles körére, különösen Chuck Berryre, Ray Charlesra és Bill Haleyre.

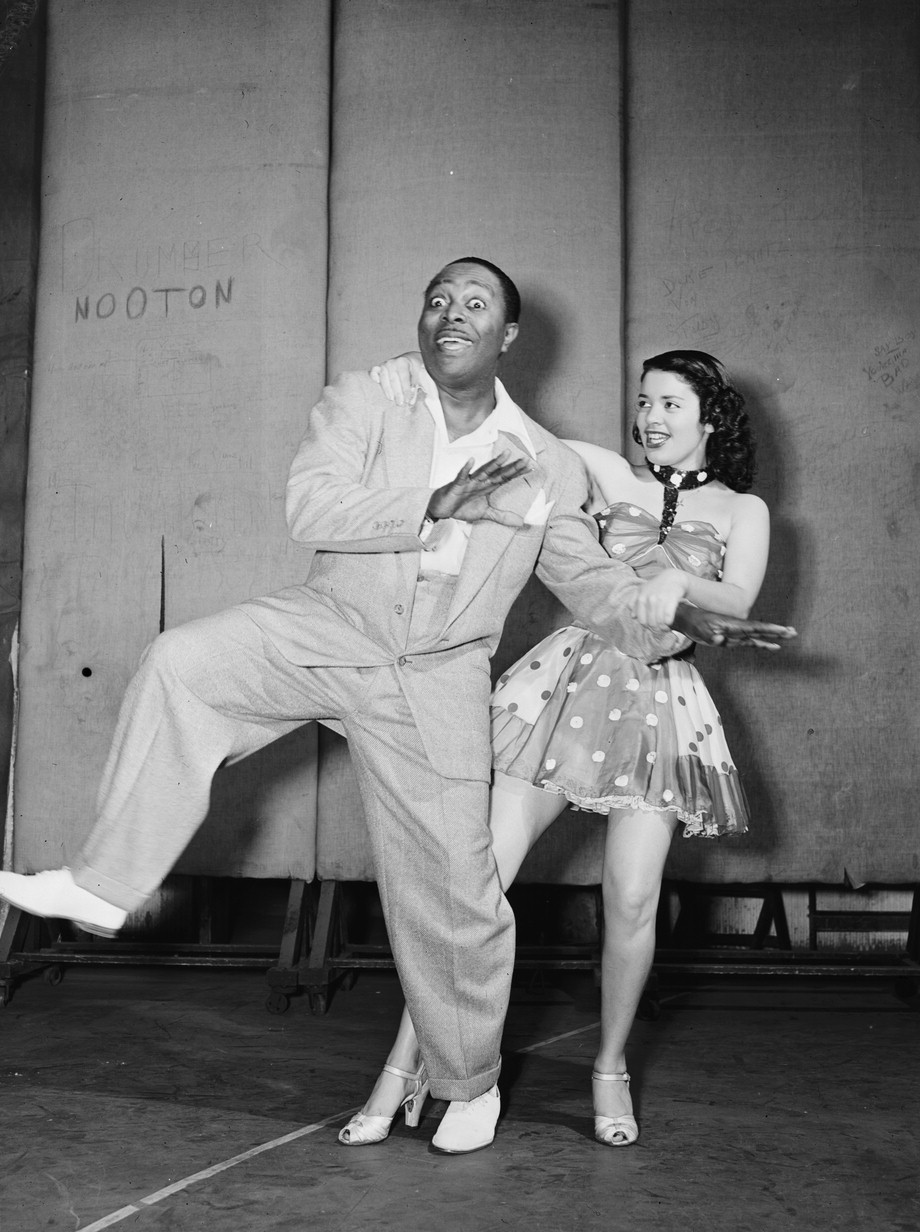
1946.

## Magánélete
A közönség előtt önfeledten játszó Louis Jordan magánélete nem volt ennyire boldog. Vagy ötször nősült. Első felesége egy Julie nevű arkansasi lány volt. Esküvőjük után egy lánynak adott életet, akit Patty-nek hívtak, de rövidesen kiderült, hogy nem Jordan az apja.
1932-ben megismerte Ida Fields nevű, nála valamivel idősebb énekes- és táncosnőt, akivel még abban az évben összeházasodtak. Julie-val való házassága ellenben ekkor még mindig tartott, s Ida, miután tudomást szerzett róla, 1943-ban beperelte Jordant bigámiáért. A bíróság 70 ezer dollárt ítélt meg neki, de az összeget utóbb levitték 30 ezerre. Ida és Louis között utóbb újabb jogi vita indult, amikor Mrs. Louis Jordan, Queen of the Blues, and his Orchestra nevet kezdte használni. Az egyik bírósági ítélet végül újabb 50 ezer dolláros kárigényét állapította meg Fields-nek Jordannel szemben.
Jordan harmadik felesége, hajdani gyerekkori szerelme, Fleecie Moore lett 1942-ben. 1947-ben Fleecie megtudta, hogy férje viszonyt folytat egy Vicky Hayes nevű táncossal, akit késsel meg is támadott, majd a rendőrség előállította.
Jordan negyedik feleségével, Vickyt Providence-el Rhode Island-on házasodtak össze 1951-ben. 1960-ban elváltak.
1966-ban feleségül vette Martha Weaver énekes- és táncosnőt. Jordan baptistának született, Martha ellenben katolikus volt, de a pár gyakran látogatott együtt katolikus miséket.
Jordan az 1950-es évektől egyre többet küzdött anyagi gondokkal. A rock'n'roll műfajának terjedése miatt fellépései már nem hoztak akkora bevételt, mint egykor.
1961-ben a jövedelemadójával kapcsolatban vizsgálat indult ellene, ami miatt egyik ingatlanját jóval áron alul kellett eladnia.
Ugyancsak nehéz anyagi helyzetbe hozta őt a Fleecie Moore-ral történt válása, aki megtartotta több dal tulajdonjogát, ezért azokból Jordan nem profitálhatott.

## Halála
Jordan szívroham következtében halt meg Los Angelesben. Katolikus szertartás szerint temették el a missouribeli Saint Louisban, ahonnan ötödik felesége, Martha is származott.

## Filmek
- Louis Jordan az IMDb-n